# Joyce Carol Thomas
Joyce Carol Thomas (25 de maio de 1938 - 13 de agosto de 2016)  foi uma poetisa afro-americana, dramaturga, palestrante motivacional e autora de mais de 30 livros infantis.

## Biografia
Thomas nasceu em Ponca City, Oklahoma, a quinta de nove filhos em uma família de colhedores de algodão. Em 1948 eles se mudaram para Tracy, Califórnia, para colher vegetais. Aprendeu espanhol com trabalhadores migrantes mexicanos e formou-se em espanhol pela San Jose State University . Ela teve aulas noturnas de educação na Universidade de Stanford, enquanto criava quatro filhos, e recebeu o título de mestre em 1967.

## Prêmios literários
Por seu romance de 1982, Marked by Fire, Thomas ganhou um National Book Award na categoria Children's Fiction (brochura)  e um American Book Award . Thomas foi um dos três a cinco finalistas do Prêmio Coretta Scott King três vezes, em 1984 para Bright Shadow, em 1994 para Brown Honey in Broomwheat Tea e em 2009 para The Blacker the Berry. Parte do programa da American Library Association, o King Award reconhece anualmente o "retrato mais distinto da experiência afro-americana na literatura para crianças ou adolescentes".  Ela também recebeu o Prêmio de Melhor Livro do Ano do New York Times  e um Prêmio Mulher Extraordinária do Século XX. 

## Vida pessoal
Thomas residia em Berkeley, Califórnia.  Ela morreu em 13 de agosto de 2016, aos 78 anos.